# Appiusz Klaudiusz Kaudeks
Appius Claudius Caudex – członek patrycjuszowskiego rodu rzymskiego, wnuk sławnego Appiusza Klaudiusza Cekusa; konsul w 264 p.n.e.
W roku tym wciągnął Rzym w konflikt z Kartaginą na tle walki o wpływy na Sycylii. W 265 p.n.e. tyran Syrakuz Hieron II zaatakował Messynę usiłując odbić ją z rąk Mamertynów, najemników z Kampanii służących kiedyś w wojsku tyrana Agatoklesa, którzy zajęli ją kilka lat wcześniej. Mamertyni zorganizowali w oparciu o Messynę własne państwo, opanowując znaczną część Sycylii i kontrolując cieśninę między Italią i Sycylią. W obliczu zagrożenia, jakim stały się dla nich postępy Hierona II, zwrócili się o pomoc do Kartagińczyków, a gdy nie uzyskali zadowalającego wsparcia zwrócili się też do Rzymu.
Część senatu była przeciwna ingerencji, ale Appiusz Klaudiusz przeforsował wniosek o wsparcie Mamertynów w obawie przed wzrostem wpływów kartagińskich na Sycylii. Poprowadził dwa legiony na Sycylię i przejął od Mamertynów Messynę przełamując opór Kartagińczyków. Doszło potem do blokady Messyny przez Kartagińczyków i Syrakuzan, którzy odmówili rokowań z posłami Appiusza Klaudiusza. Klaudiusz zdecydował się na wojnę i pokonał najpierw wojska Syrakuzan pod dowództwem Hierona II, a następnego dnia wojska kartagińskie. Wypadki powyższe były przyczyną i początkiem I wojny punickiej.
Jego synem był Publiusz Klaudiusz Pulcher, konsul w roku 249 p.n.e.